# Premio Chauvenet
Il Premio Chauvenet è un importante riconoscimento per la matematica. Consiste in un premio di 1000 $ e di un certificato e viene assegnato ogni anno dalla Mathematical Association of America in riconoscimento di un eccezionale articolo espositivo su un argomento matematico. Il premio è stato nominato in onore di William Chauvenet ed è stato istituito, con una donazione di Julian Coolidge, nel 1925. Il Premio Chauvenet è stato il primo ad essere istituito dalla Mathematical Association of America.

## Vincitori
Fonte: Mathematical Association of America Archiviato il 28 giugno 2017 in Internet Archive.
- 1925 Gilbert Ames Bliss
- 1929 T. H. Hildebrandt
- 1932 Godfrey Harold Hardy
- 1935 Dunham Jackson
- 1938 G. T. Whyburn
- 1941 Saunders Mac Lane
- 1944 R. H. Cameron
- 1947 Paul Halmos
- 1950 Mark Kac
- 1953 E. J. McShane
- 1956 Richard H. Bruck
- 1960 Cornelius Lanczos
- 1963 Philip J. Davis
- 1964 Leon Henkin
- 1965 Jack K. Hale & Joseph P. LaSalle
- 1967 Guido Weiss
- 1968 Mark Kac
- 1970 Shiing-Shen Chern
- 1971 Norman Levinson
- 1972 Jean Francois Treves
- 1973 Carl D. Olds
- 1974 Peter David Lax
- 1975 Martin Davis e Reuben Hersh
- 1976 Lawrence Zalcman
- 1977 W. Gilbert Strang
- 1978 Shreeram S. Abhyankar
- 1979 Neil Sloane
- 1980 Heinz Bauer
- 1981 Kenneth I. Gross
- 1982 Non assegnato
- 1983 Non assegnato
- 1984 R. Arthur Knoebel
- 1985 Carl Pomerance
- 1986 George Miel
- 1987 James H. Wilkinson
- 1988 Stephen Smale
- 1989 Jacob Korevaar
- 1990 David Allen Hoffman
- 1991 W. B. Raymond Lickorish e Kenneth C. Millett
- 1992 Steven G. Krantz
- 1993 David H. Bailey, Jonathan M. Borwein e Peter B. Borwein
- 1994 Barry Mazur
- 1995 Donald G. Saari
- 1996 Joan Birman
- 1997 Tom Hawkins
- 1998 Alan Edelman e Eric Kostlan
- 1999 Michael I. Rosen
- 2000 Don Zagier
- 2001 Carolyn S. Gordon e David L. Webb
- 2002 Ellen Gethner, Stan Wagon e Brian Wick
- 2003 Thomas C. Hales
- 2004 Edward B. Burger
- 2005 John Stillwell
- 2006 Florian Pfender e Günter M. Ziegler
- 2007 Andrew J. Simoson
- 2008 Andrew Granville
- 2009 Harold P. Boas
- 2010 Brian J. McCartin
- 2011 Bjorn Poonen
- 2012 Dennis DeTurck, Herman Gluck, Daniel Pomerleano e David Shea Vela-Vick
- 2013 Robert Ghrist
- 2014 Ravi Vakil
- 2015 Dana Mackenzie
- 2016 Susan Marshall e Donald R. Smith
- 2017 Mark Schilling [2]
- 2018 Daniel J. Velleman
- 2019 Tom Leinster [3]
- 2020 Vladimir Pozdnyakov e J. Michael Steele